# Симиренки

Левко Симиренко (1855—1920) з дітьми, 1910-ті рр. Зліва направо: Платон (1888—1952), Володимир (1891—1938), Тетяна (1887—1973)

Симиренки — рід промисловців-цукроварників, конструкторів і власників машинобудівних заводів, піонерів пароплавства на Дніпрі, науковців і практиків садівництва, меценатів української культури.
Перші достовірні відомості відносяться до Степана Симиренка, який понад 20 років козакував на Запорозькій Січі, а згодом чумакував. Помер наприкінці XVIII століття.
Його сина Федора записали у кріпаки. Разом із своїм тестем Михайлом Яхненком Федір орендував, а згодом побудував млини над річкою Вільшанкою біля рідного Платонового Хутору (між містечком Городище і селом Мліїв на Черкащині) і став одним з перших українських цукрозаводчиків. Викупив себе і двох найкмітливіших синів із кріпацтва та послав їх учитися до Політехніки в Парижі.
Сини Федора Платон і Василь були відомими технологами і промисловцями та меценатами української культури; Платон захоплювався ще й садівництвом.
Син Платона Левко і син Левка Володимир були визначними помологами, засновниками раціонального садівництва не лише в Україні, а й в усій Російській Імперії, згодом в СРСР.
Син Володимира Олекса Симиренко (Alex Simirenko) — був видатним соціологом у США.
Роки життя представників роду Симиренків

## Вшанування пам'яті

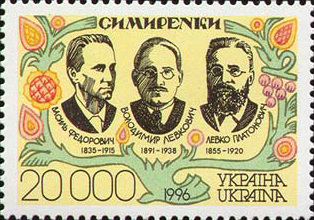
Поштова марка

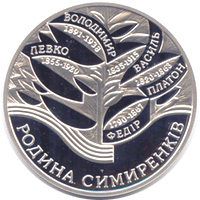
Пам'ятна монета НБУ присвячена Симиренкам

25 травня 1996 року видавництвом «Марка України» було випущено поштову марку номіналом 20 000 карбованців, присвячену родині Симиренків.
28 листопада 2005 року Національним банком України введено в обіг пам'ятну монету номіналом 10 гривень — «Родина Симиренків» із серії «Славетні роди України». На реверсі монети зображено стилізовану гілку родового дерева, серед листків-вітів якої розміщено імена та роки життя представників роду Симиренків: ФЕДІР (1790 — 1867), ПЛАТОН (1820 — 1863), ВАСИЛЬ (1835 — 1915), ЛЕВКО (1855 — 1920), ВОЛОДИМИР (1891 — 1938) та унизу півколом напис — РОДИНА СИМИРЕНКІВ.
- Вулиця Симиренківська у місті Дніпро
- Вулиця Симиренківська у місті Черкаси
- Вулиця Симиренків у містах Івано-Франківськ, Чернігів
- Вулиця Родини Симиренків у містах Полтава, Ковель, Христинівка